# Tetrameringia ustulata
Tetrameringia ustulata är en tvåvingeart som beskrevs av Mcalpine 1960. Tetrameringia ustulata ingår i släktet Tetrameringia och familjen träflugor. Inga underarter finns listade i Catalogue of Life.